# ATP Тур 2007
ATP Тур 2007 (англ. 2007 Association of Tennis Professionals (ATP) World Tour) — элитный мировой тур теннисистов-профессионалов, проводимый Ассоциацией Теннисистов Профессионалов (ATP) с января по ноябрь. В 2007 году он включал:
- 4 турнира Большого шлема (проводится Международной федерацией тенниса (англ. International Tennis Federation, ITF));
- 9 турниров в серии ATP Masters;
- 9 турниров в серии ATP International Series Gold;
- 43 турнира в серии ATP International;
- Командный Кубок Мира;
- Кубок Дэвиса (проводится ITF);
- Masters Cup.

## Расписание ATP Тура 2007 года
Ниже представлено полное расписание соревнований по ходу года, включай всех победителей и финалистов турниров — в одиночном, парном и смешанных разрядах.
| Турнир Большого шлема         |
| Кубок Мастерс                 |
| ATP Masters                   |
| ATP International Series Gold |
| ATP International             |
| Командные соревнования        |

### Январь
| Дата начала | Турнир | Чемпионы (Счёт финала)                            | Финалисты                               |
| ----------- | --- | ------------------------------------------------- | --------------------------------------- |
| 1 января    | Международный теннисный турнир в Аделаиде Аделаида, Австралия ATP International $436,000 — Хард — 24S(группа)/16D Турнир 2007                                      | Новак Джокович 6-3, 6-7(6), 6-4                   | Крис Гуччоне                            |
| 1 января    | Международный теннисный турнир в Аделаиде Аделаида, Австралия ATP International $436,000 — Хард — 24S(группа)/16D Турнир 2007                                      | Уэсли Муди Тодд Перри 6-4, 3-6, [15-13]           | Новак Джокович Радек Штепанек           |
| 1 января    | Открытый чемпионат Катара Доха, Катар ATP International $1,000,000 — Хард — 32S/32Q/16D Турнир 2007                                                                | Иван Любичич 6-4, 6-4                             | Энди Маррей                             |
| 1 января    | Открытый чемпионат Катара Доха, Катар ATP International $1,000,000 — Хард — 32S/32Q/16D Турнир 2007                                                                | Ненад Зимонич Михаил Южный 6-1, 7-6(3)            | Мартин Дамм Леандер Паес                |
| 1 января    | Открытый чемпионат Ченнаи Ченнаи, Индия ATP International $416,000 — Хард — 32S/32Q/16D Турнир 2007                                                                | Ксавье Малисс 6-1, 6-3                            | Штефан Коубек                           |
| 1 января    | Открытый чемпионат Ченнаи Ченнаи, Индия ATP International $416,000 — Хард — 32S/32Q/16D Турнир 2007                                                                | Ксавье Малисс Дик Норман 7-6(4), 7-6(4)           | Рафаэль Надаль Бартоломе Сальва Видаль  |
| 8 января    | Heineken Open Окленд, Новая Зеландия ATP International $416,000 — Хард — 32S/32Q/16D Турнир 2007                                                                   | Давид Феррер 6-4, 6-2                             | Томми Робредо                           |
| 8 января    | Heineken Open Окленд, Новая Зеландия ATP International $416,000 — Хард — 32S/32Q/16D Турнир 2007                                                                   | Рогир Вассен Джефф Кутзе 6-7(9), 6-3, [10-2]      | Симон Аспелин Крис Хаггард              |
| 8 января    | Medibank International Сидней, Австралия ATP International $436,000 — Хард — 32S/32Q/16D Турнир 2007                                                               | Джеймс Блейк 6-3, 5-7, 6-1                        | Карлос Мойя                             |
| 8 января    | Medibank International Сидней, Австралия ATP International $436,000 — Хард — 32S/32Q/16D Турнир 2007                                                               | Кевин Ульетт Пол Хенли 6-4, 6-7(3), [10-6]        | Даниэль Нестор Марк Ноулз               |
| 15 января   | Открытый чемпионат Австралии Мельбурн, Австралия Турнир Большого шлема $7,297,500 — Хард — 128S/128Q/64D/32X Одиночный турнир — Парный турнир Турнир смешанных пар | Роджер Федерер 7-6(2), 6-4, 6-4                   | Фернандо Гонсалес                       |
| 15 января   | Открытый чемпионат Австралии Мельбурн, Австралия Турнир Большого шлема $7,297,500 — Хард — 128S/128Q/64D/32X Одиночный турнир — Парный турнир Турнир смешанных пар | Боб Брайан Майк Брайан 7-5, 7-5                   | Йонас Бьоркман Максим Мирный            |
| 15 января   | Открытый чемпионат Австралии Мельбурн, Австралия Турнир Большого шлема $7,297,500 — Хард — 128S/128Q/64D/32X Одиночный турнир — Парный турнир Турнир смешанных пар | Даниэль Нестор Елена Лиховцева 6-4, 6-4           | Максим Мирный Виктория Азаренко         |
| 29 января   | Movistar Open Винья-дель-Мар, Чили ATP International $448,000 — Грунт — 24S(группа)/16D Турнир 2007                                                                | Луис Орна 7-5, 6-3                                | Николас Массу                           |
| 29 января   | Movistar Open Винья-дель-Мар, Чили ATP International $448,000 — Грунт — 24S(группа)/16D Турнир 2007                                                                | Пауль Капдевилль Оскар Эрнандес 4-6, 6-4, [10-6]  | Альберт Монтаньес Рубен Рамирес Идальго |
| 29 января   | Международный теннисный чемпионат в Делрей-Бич Делрей-Бич, США ATP International $416,000 — Хард — 24S(группа)/16D Турнир 2007                                     | Ксавье Малисс 5-7, 6-4, 6-4                       | Джеймс Блейк                            |
| 29 января   | Международный теннисный чемпионат в Делрей-Бич Делрей-Бич, США ATP International $416,000 — Хард — 24S(группа)/16D Турнир 2007                                     | Хьюго Армандо Ксавье Малисс 6-3, 6-7(4), [10-5]   | Джеймс Окленд Стивен Хасс               |
| 29 января   | PBZ Zagreb Indoors Загреб, Хорватия ATP International $416,000 — Ковёр (зал) — 32S/16D Турнир 2007                                                                 | Маркос Багдатис 7-6(4), 4-6, 6-4                  | Иван Любичич                            |
| 29 января   | PBZ Zagreb Indoors Загреб, Хорватия ATP International $416,000 — Ковёр (зал) — 32S/16D Турнир 2007                                                                 | Александр Васке Михаэль Кольманн 7-6, 4-6, [10-5] | Ярослав Левинский Франтишек Чермак      |

### Февраль
| Дата начала | Турнир | Чемпионы (Счёт финала)                                                                                  | Финалисты                                                                    |
| ----------- | --- | --- | ---------------------------------------------------------------------------- |
| 5 февраля   | Кубок Дэвиса. 2007. 1-й раунд Ла-Серена, Чили — Грунт Клермон-Ферран, Франция — Хард (зал) Крефельд, Германия — Хард (зал) Льеж, Бельгия — Грунт (зал) Швебиш-Халль, Германия — Хард (зал) Женева, Швейцария — Ковёр (зал) Минск, Беларусь — Хард (зал) Линц, Австрия — Ковёр (зал) | Победители Россия 3-2 Франция 4-1 Германия 3-2 Бельгия 3-2 США 4-1 Испания 3-2 Швеция 3-2 Аргентина 4-1 | Проигравшие Чили Румыния Хорватия Австралия Чехия Швейцария Беларусь Австрия |
| 12 февраля  | Открытый чемпионат Бразилии Коста-ду-Сауипе, Бразилия ATP International $456,000 — Грунт — 32S/16D Турнир 2007 | Гильермо Каньяс 7-6(4), 6-2                                                                             | Хуан Карлос Ферреро                                                          |
| 12 февраля  | Открытый чемпионат Бразилии Коста-ду-Сауипе, Бразилия ATP International $456,000 — Грунт — 32S/16D Турнир 2007 | Павел Визнер Лукаш Длоуги 6-2, 7-6(4)                                                                   | Альберт Монтаньес Рубен Рамирес Идальго                                      |
| 12 февраля  | Open 13 Марсель, Франция ATP International $600,000 — Хард (зал) — 32S/16D Турнир 2007 | Жиль Симон 6-4, 7-6(3)                                                                                  | Маркос Багдатис                                                              |
| 12 февраля  | Open 13 Марсель, Франция ATP International $600,000 — Хард (зал) — 32S/16D Турнир 2007 | Арно Клеман Микаэль Льодра 7-5, 4-6, [10-8]                                                             | Даниэль Нестор Марк Ноулз                                                    |
| 12 февраля  | SAP Open Сан-Хосе, США ATP International $416,000 — Хард (зал) — 32S/16D Турнир 2007 | Энди Маррей 6-7(3), 6-4, 7-6(2)                                                                         | Иво Карлович                                                                 |
| 12 февраля  | SAP Open Сан-Хосе, США ATP International $416,000 — Хард (зал) — 32S/16D Турнир 2007 | Эрик Буторак Джейми Маррей 7-5, 7-6(6)                                                                  | Крис Хаггард Райнер Шуттлер                                                  |
| 19 февраля  | Открытый чемпионат Буэнос-Айреса Буэнос-Айрес, Аргентина ATP International $445,000 — Грунт — 24S(группа)/16D Турнир 2007 | Хуан Монако 6-1, 6-2                                                                                    | Алессио ди Мауро                                                             |
| 19 февраля  | Открытый чемпионат Буэнос-Айреса Буэнос-Айрес, Аргентина ATP International $445,000 — Грунт — 24S(группа)/16D Турнир 2007 | Мартин Гарсия Себастьян Прието 6-4, 6-2                                                                 | Альберт Монтаньес Рубен Рамирес Идальго                                      |
| 19 февраля  | Regions Morgan Keegan Championships Мемфис, США ATP International Series Gold $757,000 — Хард (зал) — 32S/16D Турнир 2007 | Томми Хаас 6-3, 6-2                                                                                     | Энди Роддик                                                                  |
| 19 февраля  | Regions Morgan Keegan Championships Мемфис, США ATP International Series Gold $757,000 — Хард (зал) — 32S/16D Турнир 2007 | Эрик Буторак Джейми Маррей 7-5, 6-3                                                                     | Юрген Мельцер Юлиан Ноул                                                     |
| 19 февраля  | ABN AMRO World Tennis Tournament Роттердам, Нидерланды ATP International Series Gold $925,000 — Хард (зал) — 32S/16D Турнир 2007 | Михаил Южный 6-2, 6-4                                                                                   | Иван Любичич                                                                 |
| 19 февраля  | ABN AMRO World Tennis Tournament Роттердам, Нидерланды ATP International Series Gold $925,000 — Хард (зал) — 32S/16D Турнир 2007 | Мартин Дамм Леандер Паес 6-3, 6-7(5), [10-7]                                                            | Александр Васке Андрей Павел                                                 |
| 26 февраля  | Открытый чемпионат Мексики Акапулько, Мексика ATP International Series Gold $757,000 — Грунт — 32S/16D Турнир 2007 | Хуан Игнасио Чела 6-3, 7-6(2)                                                                           | Карлос Мойя                                                                  |
| 26 февраля  | Открытый чемпионат Мексики Акапулько, Мексика ATP International Series Gold $757,000 — Грунт — 32S/16D Турнир 2007 | Мартин Вассальо Аргуэльо Потито Стараче 6-0, 6-2                                                        | Павел Визнер Лукаш Длоуги                                                    |
| 26 февраля  | Теннисный чемпионат Дубая Дубай, ОАЭ ATP International Series Gold $1,426,250 — Хард — 32S/16D Турнир 2007 | Роджер Федерер 6-4, 6-3                                                                                 | Михаил Южный                                                                 |
| 26 февраля  | Теннисный чемпионат Дубая Дубай, ОАЭ ATP International Series Gold $1,426,250 — Хард — 32S/16D Турнир 2007 | Ненад Зимонич Фабрис Санторо 7-5, 6-7(3), [10-7]                                                        | Махеш Бхупати Радек Штепанек                                                 |
| 26 февраля  | Tennis Channel Open Лас-Вегас, США ATP International $416,000 — Хард — 24S(группа)/16D Турнир 2007 | Ллейтон Хьюитт 6-4, 7-6(10)                                                                             | Юрген Мельцер                                                                |
| 26 февраля  | Tennis Channel Open Лас-Вегас, США ATP International $416,000 — Хард — 24S(группа)/16D Турнир 2007 | Боб Брайан Майк Брайан 7-6(6), 6-2                                                                      | Энди Рам Йонатан Эрлих                                                       |

### Март
| Дата начала | Турнир | Чемпионы (Счёт финала)                     | Финалисты                |
| ----------- | --- | ------------------------------------------ | ------------------------ |
| 5 марта     | Pacific Life Open Индиан-Уэллс, США ATP Masters $3,285,000 — Хард — 96S/32D Одиночный турнир — Парный турнир | Рафаэль Надаль 6-2, 7-5                    | Новак Джокович           |
| 5 марта     | Pacific Life Open Индиан-Уэллс, США ATP Masters $3,285,000 — Хард — 96S/32D Одиночный турнир — Парный турнир | Мартин Дамм Леандер Паес 6-4, 6-4          | Энди Рам Йонатан Эрлих   |
| 24 марта    | Sony Ericsson Open Майами, США ATP Masters $3,450,000 — Хард — 96S/32D Одиночный турнир — Парный турнир      | Новак Джокович 6-3, 6-2, 6-4               | Гильермо Каньяс          |
| 24 марта    | Sony Ericsson Open Майами, США ATP Masters $3,450,000 — Хард — 96S/32D Одиночный турнир — Парный турнир      | Боб Брайан Майк Брайан 6-7(7), 6-3, [10-7] | Мартин Дамм Леандер Паес |

### Апрель
| Дата начала | Турнир | Чемпионы (Счёт финала)                                | Финалисты                                     |
| ----------- | --- | ----------------------------------------------------- | --------------------------------------------- |
| 2 апреля    | Кубок Дэвиса.2007. 1/4 финала Москва, Россия — Грунт (зал) Остенде, Бельгия — Грунт (зал) Уинстон-Сейлем, США — Хард (зал) Гётеборг, Швеция — Ковёр (зал) | Победители Россия 3-2 Германия 3-2 США 4-1 Швеция 4-1 | Проигравшие Франция Бельгия Испания Аргентина |
| 9 апреля    | Открытый чемпионат Валенсии Валенсия, Испания ATP International $416,000 — Грунт — 32S/16D Турнир 2007                                                    | Николас Альмагро 4-6, 6-2, 6-1                        | Потито Стараче                                |
| 9 апреля    | Открытый чемпионат Валенсии Валенсия, Испания ATP International $416,000 — Грунт — 32S/16D Турнир 2007                                                    | Уэсли Муди Тодд Перри 7-5, 7-5                        | Ив Аллегро Себастьян Прието                   |
| 9 апреля    | Грунтовый чемпионат США Хьюстон, США ATP International $416,000- Грунт — 32S/16D Турнир 2007                                                              | Иво Карлович 6-4, 6-1                                 | Мариано Сабалета                              |
| 9 апреля    | Грунтовый чемпионат США Хьюстон, США ATP International $416,000- Грунт — 32S/16D Турнир 2007                                                              | Боб Брайан Майк Брайан 7-6(3), 6-4                    | Даниэль Нестор Марк Ноулз                     |
| 15 апреля   | Masters Series Monte-Carlo Рокебрюн — Кап-Мартен, Франция ATP Masters €2,082,500 — Грунт — 56S/24D Одиночный турнир — Парный турнир                       | Рафаэль Надаль 6-4, 6-4                               | Роджер Федерер                                |
| 15 апреля   | Masters Series Monte-Carlo Рокебрюн — Кап-Мартен, Франция ATP Masters €2,082,500 — Грунт — 56S/24D Одиночный турнир — Парный турнир                       | Боб Брайан Майк Брайан 6-2, 6-1                       | Жюльен Беннето Ришар Гаске                    |
| 23 апреля   | Open Seat Барселона, Испания ATP International Series Gold $1,000,000 — Грунт — 56S/24D Турнир 2007                                                       | Рафаэль Надаль 6-3, 6-4                               | Гильермо Каньяс                               |
| 23 апреля   | Open Seat Барселона, Испания ATP International Series Gold $1,000,000 — Грунт — 56S/24D Турнир 2007                                                       | Александр Васке Андрей Павел 6-3, 7-6(1)              | Рафаэль Надаль Бартоломе Сальва Видаль        |
| 23 апреля   | Гран-при Хасана II Касабланка, Марокко ATP International $416,000 — Грунт — 32S/16D Турнир 2007                                                           | Поль-Анри Матьё 6-1, 6-1                              | Альберт Монтаньес                             |
| 23 апреля   | Гран-при Хасана II Касабланка, Марокко ATP International $416,000 — Грунт — 32S/16D Турнир 2007                                                           | Джордан Керр Давид Шкох 7-6(4), 1-6, [10-4]           | Лукаш Кубот Оливер Марах                      |
| 30 апреля   | Открытый чемпионат Эшторила Оэйраш, Португалия ATP International $625,000 — Грунт — 32S/16D Турнир 2007                                                   | Новак Джокович 7-6(7), 0-6, 6-1                       | Ришар Гаске                                   |
| 30 апреля   | Открытый чемпионат Эшторила Оэйраш, Португалия ATP International $625,000 — Грунт — 32S/16D Турнир 2007                                                   | Марсело Мело Андре Са 3-6, 6-2, [10-6]                | Мартин Гарсия Себастьян Прието                |
| 30 апреля   | BMW Open Мюнхен, Германия ATP International $416,000 — Грунт — 32S/16D Турнир 2007                                                                        | Филипп Кольшрайбер 2-6, 6-3, 6-4                      | Михаил Южный                                  |
| 30 апреля   | BMW Open Мюнхен, Германия ATP International $416,000 — Грунт — 32S/16D Турнир 2007                                                                        | Филипп Кольшрайбер Михаил Южный 6-1, 6-4              | Ян Гайек Ярослав Левинский                    |

### Май
| Дата начала | Турнир | Чемпионы (Счёт финала)                           | Финалисты                        |
| ----------- | --- | ------------------------------------------------ | -------------------------------- |
| 7 мая       | Открытый чемпионат Италии Рим, Италия ATP Masters $2,450,000 — Грунт — 56S/24D Одиночный турнир — Парный турнир                                              | Рафаэль Надаль 6-2, 6-2                          | Фернандо Гонсалес                |
| 7 мая       | Открытый чемпионат Италии Рим, Италия ATP Masters $2,450,000 — Грунт — 56S/24D Одиночный турнир — Парный турнир                                              | Ненад Зимонич Фабрис Санторо 6-4, 6-7(4), [10-7] | Боб Брайан Майк Брайан           |
| 14 мая      | Открытый чемпионат Германии Гамбург, Германия ATP Masters $2,450,000 — Грунт — 56S/24D Одиночный турнир — Парный турнир                                      | Роджер Федерер 2-6, 6-2, 6-0                     | Рафаэль Надаль                   |
| 14 мая      | Открытый чемпионат Германии Гамбург, Германия ATP Masters $2,450,000 — Грунт — 56S/24D Одиночный турнир — Парный турнир                                      | Боб Брайан Майк Брайан 6-3, 6-4                  | Кевин Ульетт Пол Хенли           |
| 20 мая      | Hypo Group Tennis International Пёрчах-ам-Вёртер-Зе, Австрия ATP International $416,000 — Грунт — 32S/16D Турнир 2007                                        | Хуан Монако 7-6(3), 6-0                          | Гаэль Монфис                     |
| 20 мая      | Hypo Group Tennis International Пёрчах-ам-Вёртер-Зе, Австрия ATP International $416,000 — Грунт — 32S/16D Турнир 2007                                        | Симон Аспелин Юлиан Ноул 7-6(6), 5-7, [10-5]     | Леош Фридль Давид Шкох           |
| 20 мая      | ARAG World Team Cup Дюссельдорф, Германия Командный турнир $1,680,500 — Грунт — 8 команд (Группа) Турнир 2007                                                | Аргентина · 2-1                                  | Чехия                            |
| 27 мая      | Открытый чемпионат Франции Париж, Франция Турнир Большого шлема €6,947,960 — Грунт — 128S/128Q/64D/32X Одиночный турнир — Парный турнир Турнир смешанных пар | Рафаэль Надаль 6-3, 4-6, 6-3, 6-4                | Роджер Федерер                   |
| 27 мая      | Открытый чемпионат Франции Париж, Франция Турнир Большого шлема €6,947,960 — Грунт — 128S/128Q/64D/32X Одиночный турнир — Парный турнир Турнир смешанных пар | Даниэль Нестор Марк Ноулз 2-6, 6-3, 6-4          | Павел Визнер Лукаш Длоуги        |
| 27 мая      | Открытый чемпионат Франции Париж, Франция Турнир Большого шлема €6,947,960 — Грунт — 128S/128Q/64D/32X Одиночный турнир — Парный турнир Турнир смешанных пар | Энди Рам Натали Деши 7-5, 6-3                    | Ненад Зимонич Катарина Среботник |

### Июнь
| Дата начала | Турнир | Чемпионы (Счёт финала)                           | Финалисты                    |
| ----------- | --- | ------------------------------------------------ | ---------------------------- |
| 11 июня     | Artois Championships Лондон, Великобритания ATP International $775,000 — Трава — 56S/24D Турнир 2007                                                              | Энди Роддик 4-6, 7-6(7), 7-6(2)                  | Николя Маю                   |
| 11 июня     | Artois Championships Лондон, Великобритания ATP International $775,000 — Трава — 56S/24D Турнир 2007                                                              | Даниэль Нестор Марк Ноулз 6-4, 6-7(4), [10-7]    | Боб Брайан Майк Брайан       |
| 11 июня     | Gerry Weber Open Халле, Германия ATP International $800,000 — Трава — 32S/16D Турнир 2007                                                                         | Томаш Бердых 7-5, 6-4                            | Маркос Багдатис              |
| 11 июня     | Gerry Weber Open Халле, Германия ATP International $800,000 — Трава — 32S/16D Турнир 2007                                                                         | Симон Аспелин Юлиан Ноул 6-4, 7-6(5)             | Ненад Зимонич Фабрис Санторо |
| 17 июня     | Чемпионат Росмалена Хертогенбос, Нидерланды ATP International $416,000 — Трава — 32S/16D Турнир 2007                                                              | Иван Любичич 7-6(5), 4-6, 7-6(4)                 | Петер Весселс                |
| 17 июня     | Чемпионат Росмалена Хертогенбос, Нидерланды ATP International $416,000 — Трава — 32S/16D Турнир 2007                                                              | Рогир Вассен Джефф Кутзе 3-6, 7-6(5), [12-10]    | Мартин Дамм Леандер Паес     |
| 18 июня     | Открытый чемпионат Ноттингема Ноттингем, Великобритания ATP International $416,000 — Трава — 32S/16D Турнир 2007                                                  | Иво Карлович 3-6, 6-4, 6-4                       | Арно Клеман                  |
| 18 июня     | Открытый чемпионат Ноттингема Ноттингем, Великобритания ATP International $416,000 — Трава — 32S/16D Турнир 2007                                                  | Эрик Буторак Джейми Маррей 4-6, 6-3, [10-5]      | Джошуа Гудолл Росс Хатчинс   |
| 23 июня     | Уимблдонский турнир Лондон, Великобритания Турнир Большого шлема £5,257,000 — Трава — 128S/128Q/64D/16Q/48X Одиночный турнир — Парный турнир Турнир смешанных пар | Роджер Федерер 7-6(7), 4-6, 7-6(3), 2-6, 6-2     | Рафаэль Надаль               |
| 23 июня     | Уимблдонский турнир Лондон, Великобритания Турнир Большого шлема £5,257,000 — Трава — 128S/128Q/64D/16Q/48X Одиночный турнир — Парный турнир Турнир смешанных пар | Арно Клеман Микаэль Льодра 6-7(5), 6-3, 6-4, 6-4 | Боб Брайан Майк Брайан       |
| 23 июня     | Уимблдонский турнир Лондон, Великобритания Турнир Большого шлема £5,257,000 — Трава — 128S/128Q/64D/16Q/48X Одиночный турнир — Парный турнир Турнир смешанных пар | Джейми Маррей Елена Янкович 6-4, 3-6, 6-1        | Йонас Бьоркман Алисия Молик  |

### Июль
| Дата начала | Турнир | Чемпионы (Счёт финала)                         | Финалисты                               |
| ----------- | --- | ---------------------------------------------- | --------------------------------------- |
| 9 июля      | Открытый чемпионат Швеции Бостад, Швеция ATP International $416,000 — Грунт — 32S/16D Турнир 2007                 | Давид Феррер 6-1, 6-2                          | Николас Альмагро                        |
| 9 июля      | Открытый чемпионат Швеции Бостад, Швеция ATP International $416,000 — Грунт — 32S/16D Турнир 2007                 | Симон Аспелин Юлиан Ноул 6-2, 6-4              | Мартин Гарсия Себастьян Прието          |
| 9 июля      | Suisse Open Gstaad Гштад, Швейцария ATP International $496,000 — Грунт — 32S/16D Турнир 2007                      | Поль-Анри Матьё 6-7(1), 6-4, 7-5               | Андреас Сеппи                           |
| 9 июля      | Suisse Open Gstaad Гштад, Швейцария ATP International $496,000 — Грунт — 32S/16D Турнир 2007                      | Павел Визнер Франтишек Чермак 7-5, 5-7, [10-7] | Марк Жикель Флоран Серра                |
| 9 июля      | Hall of Fame Tennis Championships Ньюпорт, США ATP International $416,000 — Трава — 32S/16D Турнир 2007           | Фабрис Санторо 6-4, 6-4                        | Николя Маю                              |
| 9 июля      | Hall of Fame Tennis Championships Ньюпорт, США ATP International $416,000 — Трава — 32S/16D Турнир 2007           | Джордан Керр Джим Томас 6-3, 7-5               | Игорь Куницын Натан Хили                |
| 16 июля     | Открытый чемпионат Нидерландов Амерсфорт, Нидерланды ATP International $416,000 — Грунт — 32S/16D Турнир 2007     | Стив Дарси 6-1, 7-6(1)                         | Вернер Эшауэр                           |
| 16 июля     | Открытый чемпионат Нидерландов Амерсфорт, Нидерланды ATP International $416,000 — Грунт — 32S/16D Турнир 2007     | Хуан Пабло Бжежицки Хуан Пабло Гусман 6-2, 6-0 | Рогир Вассен Робин Хасе                 |
| 16 июля     | Countrywide Classic Лос-Анджелес, США ATP International $525,000 — Хард — 32S/16D Турнир 2007                     | Радек Штепанек 7-6(7), 5-7, 6-2                | Джеймс Блейк                            |
| 16 июля     | Countrywide Classic Лос-Анджелес, США ATP International $525,000 — Хард — 32S/16D Турнир 2007                     | Боб Брайан Майк Брайан 7-6(5), 6-2             | Скотт Липски Дэвид Мартин               |
| 16 июля     | Mercedes Cup Штутгарт, Германия ATP International Series Gold €568,000 — Грунт — 32S/16D Турнир 2007              | Рафаэль Надаль 6-4, 7-5                        | Станислас Вавринка                      |
| 16 июля     | Mercedes Cup Штутгарт, Германия ATP International Series Gold €568,000 — Грунт — 32S/16D Турнир 2007              | Леош Фридль Франтишек Чермак 6-4, 6-4          | Фернандо Вердаско Гильермо Гарсия Лопес |
| 23 июля     | Теннисный чемпионат Индианаполиса Индианаполис, США ATP International $525,000 — Хард — 32S/16D Турнир 2007       | Дмитрий Турсунов 6-4, 7-5                      | Фрэнк Данцевич                          |
| 23 июля     | Теннисный чемпионат Индианаполиса Индианаполис, США ATP International $525,000 — Хард — 32S/16D Турнир 2007       | Боб Брайан Майк Брайан 7-6(5), 6-2             | Теймураз Габашвили Иво Карлович         |
| 23 июля     | Открытый чемпионат Австрии Кицбюэль, Австрия ATP International Series Gold $735,000 — Грунт — 48S/16D Турнир 2007 | Хуан Монако 5-7, 6-3, 6-4                      | Потито Стараче                          |
| 23 июля     | Открытый чемпионат Австрии Кицбюэль, Австрия ATP International Series Gold $735,000 — Грунт — 48S/16D Турнир 2007 | Потито Стараче Луис Орна 7-6(4), 7-6(5)        | Томас Беренд Кристофер Кас              |
| 23 июля     | Открытый чемпионат Хорватии Умаг, Хорватия ATP International $416,000 — Грунт — 32S/16D Турнир 2007               | Карлос Мойя 6-4, 6-2                           | Андрей Павел                            |
| 23 июля     | Открытый чемпионат Хорватии Умаг, Хорватия ATP International $416,000 — Грунт — 32S/16D Турнир 2007               | Лукаш Длоуги Михал Мертиньяк 6-1, 6-1          | Ярослав Левинский Давид Шкох            |
| 30 июля     | Legg Mason Tennis Classic Вашингтон, США ATP International $600,000 — Хард — 48S/16D Турнир 2007                  | Энди Роддик 6-4, 7-6(4)                        | Джон Изнер                              |
| 30 июля     | Legg Mason Tennis Classic Вашингтон, США ATP International $600,000 — Хард — 48S/16D Турнир 2007                  | Боб Брайан Майк Брайан 7-6(5), 3-6, [10-7]     | Энди Рам Йонатан Эрлих                  |
| 30 июля     | Orange Prokom Open Сопот, Польша ATP International $500,000 — Грунт — 32S/16D Турнир 2007                         | Томми Робредо 7-5, 6-0                         | Хосе Акасусо                            |
| 30 июля     | Orange Prokom Open Сопот, Польша ATP International $500,000 — Грунт — 32S/16D Турнир 2007                         | Марцин Матковский Мариуш Фирстенберг 6-1, 6-1  | Мартин Гарсия Себастьян Прието          |

### Август
| Дата начала | Турнир | Чемпионы (Счёт финала)                      | Финалисты                            |
| ----------- | --- | ------------------------------------------- | ------------------------------------ |
| 5 августа   | Rogers Cup Монреаль, Канада ATP Masters $2,450,000 — Хард — 56S/24D Одиночный турнир — Парный турнир                                                   | Новак Джокович 7-6(2), 2-6, 7-6(2)          | Роджер Федерер                       |
| 5 августа   | Rogers Cup Монреаль, Канада ATP Masters $2,450,000 — Хард — 56S/24D Одиночный турнир — Парный турнир                                                   | Махеш Бхупати Павел Визнер 6-4, 6-4         | Кевин Ульетт Пол Хенли               |
| 13 августа  | W&S Financial Group Masters Цинциннати, США ATP Masters $2,200,000 — Хард — 56S/24D Одиночный турнир — Парный турнир                                   | Роджер Федерер 6-1, 6-4                     | Джеймс Блейк                         |
| 13 августа  | W&S Financial Group Masters Цинциннати, США ATP Masters $2,200,000 — Хард — 56S/24D Одиночный турнир — Парный турнир                                   | Энди Рам Йонатан Эрлих 4-6, 6-3, [13-11]    | Боб Брайан Майк Брайан               |
| 19 августа  | Pilot Pen Tennis Нью-Хэйвен, США ATP International $675,000 — Хард — 48S/16D Турнир 2007                                                               | Джеймс Блейк 7-5, 6-4                       | Марди Фиш                            |
| 19 августа  | Pilot Pen Tennis Нью-Хэйвен, США ATP International $675,000 — Хард — 48S/16D Турнир 2007                                                               | Махеш Бхупати Ненад Зимонич 6-3, 6-3        | Марцин Матковский Мариуш Фирстенберг |
| 27 августа  | Открытый чемпионат США Нью-Йорк, США Турнир Большого шлема $8,848,000 — Хард — 128S/128Q/64D/32X Одиночный турнир — Парный турнир Турнир смешанных пар | Роджер Федерер 7-6(4), 7-6(2), 6-4          | Новак Джокович                       |
| 27 августа  | Открытый чемпионат США Нью-Йорк, США Турнир Большого шлема $8,848,000 — Хард — 128S/128Q/64D/32X Одиночный турнир — Парный турнир Турнир смешанных пар | Симон Аспелин Юлиан Ноул 7-5, 6-4           | Павел Визнер Лукаш Длоуги            |
| 27 августа  | Открытый чемпионат США Нью-Йорк, США Турнир Большого шлема $8,848,000 — Хард — 128S/128Q/64D/32X Одиночный турнир — Парный турнир Турнир смешанных пар | Максим Мирный Виктория Азаренко 6-4, 7-6(6) | Леандер Паес Меган Шонесси           |

### Сентябрь
| Дата начала | Турнир | Чемпионы (Счёт финала)                               | Финалисты                          |
| ----------- | --- | ---------------------------------------------------- | ---------------------------------- |
| 10 сентября | Открытый чемпионат Румынии Бухарест, Румыния ATP International $416,000 — Грунт — 32S/16D Турнир 2007      | Жиль Симон 4-6, 6-3, 6-2                             | Виктор Ханеску                     |
| 10 сентября | Открытый чемпионат Румынии Бухарест, Румыния ATP International $416,000 — Грунт — 32S/16D Турнир 2007      | Оливер Марах Михал Мертиняк 7-6(2), 7-6(8)           | Мартин Гарсия Себастьян Прието     |
| 10 сентября | Открытый чемпионат Китая Пекин, Китай ATP International $500,000 — Хард — 32S/16D Турнир 2007              | Фернандо Гонсалес 6-1, 3-6, 6-1                      | Томми Робредо                      |
| 10 сентября | Открытый чемпионат Китая Пекин, Китай ATP International $500,000 — Хард — 32S/16D Турнир 2007              | Рик де Вуст Эшли Фишер 6-7(3), 6-0, [10-6]           | Лу Яньсюнь Крис Хаггард            |
| 17 сентября | Кубок Дэвиса 2007. 1/2 финала Москва, Россия — Грунт (зал) Гётеборг, Швеция — Ковёр (зал)                  | Победители Россия 3-2 США 4-1                        | Проигравшие Германия Швеция        |
| 24 сентября | Открытый чемпионат Таиланда Бангкок, Таиланд ATP International $550,000 — Хард (зал) — 32S/16D Турнир 2007 | Дмитрий Турсунов 6-2, 6-1                            | Беньямин Беккер                    |
| 24 сентября | Открытый чемпионат Таиланда Бангкок, Таиланд ATP International $550,000 — Хард (зал) — 32S/16D Турнир 2007 | Санчай Ративатана Сончат Ративатана 3-6, 7-5, [10-7] | Микаэль Льодра Николя Маю          |
| 24 сентября | Kingfisher Airlines Tennis Open Мумбаи, Индия ATP International $416,000 — Хард — 32S/16D Турнир 2007      | Ришар Гаске 6-3, 6-4                                 | Оливье Рохус                       |
| 24 сентября | Kingfisher Airlines Tennis Open Мумбаи, Индия ATP International $416,000 — Хард — 32S/16D Турнир 2007      | Роберт Линдстедт Яркко Ниеминен 7-6(3), 7-6(5)       | Рохан Бопанна Айсам уль-Хак Куреши |

### Октябрь
| Дата начала | Турнир | Чемпионы (Счёт финала)                        | Финалисты                            |
| ----------- | --- | --------------------------------------------- | ------------------------------------ |
| 1 октября   | Open de Moselle Мец, Франция ATP International $416,000 — Хард (зал) — 32S/16D Турнир 2007                                   | Томми Робредо 0-6, 6-2, 6-3                   | Энди Маррей                          |
| 1 октября   | Open de Moselle Мец, Франция ATP International $416,000 — Хард (зал) — 32S/16D Турнир 2007                                   | Арно Клеман Микаэль Льодра 6-1, 6-4           | Марцин Матковский Мариуш Фирстенберг |
| 1 октября   | Открытый чемпионат Японии Токио, Япония ATP International Series Gold $832,000 — Хард — 48S/16D Турнир 2007                  | Давид Феррер 6-1, 6-2                         | Ришар Гаске                          |
| 1 октября   | Открытый чемпионат Японии Токио, Япония ATP International Series Gold $832,000 — Хард — 48S/16D Турнир 2007                  | Джордан Керр Роберт Линдстедт 6-4, 6-4        | Франк Данцевич Стивен Хасс           |
| 8 октября   | Открытый чемпионат Вены Вена, Австрия ATP International Series Gold $757,000 — Хард (зал) — 32S/16D Турнир 2007              | Новак Джокович 6-4, 6-0                       | Станислас Вавринка                   |
| 8 октября   | Открытый чемпионат Вены Вена, Австрия ATP International Series Gold $757,000 — Хард (зал) — 32S/16D Турнир 2007              | Марцин Матковский Мариуш Фирстенберг 6-4, 6-2 | Томас Беренд Кристофер Кас           |
| 8 октября   | Открытый чемпионат Стокгольма Стокгольм, Швеция ATP International $800,000 — Хард (зал) — 32S/16D Турнир 2007                | Иво Карлович 6-3, 3-6, 6-1                    | Томас Юханссон                       |
| 8 октября   | Открытый чемпионат Стокгольма Стокгольм, Швеция ATP International $800,000 — Хард (зал) — 32S/16D Турнир 2007                | Йонас Бьоркман Максим Мирный 6-4, 6-4         | Арно Клеман Микаэль Льодра           |
| 8 октября   | Кубок Кремля Москва, Россия ATP International $1,000,000 — Хард (зал) — 32S/16D Турнир 2007                                  | Николай Давыденко 7-5, 7-6(9)                 | Поль-Анри Матьё                      |
| 8 октября   | Кубок Кремля Москва, Россия ATP International $1,000,000 — Хард (зал) — 32S/16D Турнир 2007                                  | Марат Сафин Дмитрий Турсунов 6-4, 6-2         | Ловро Зовко Томаш Цибулец            |
| 15 октября  | Mutua Madrileña Masters Мадрид, Испания ATP Masters €2,082,500 — Хард (зал) — 56S/24D Одиночный турнир — Парный турнир       | Давид Налбандян 1-6, 6-3, 6-3                 | Роджер Федерер                       |
| 15 октября  | Mutua Madrileña Masters Мадрид, Испания ATP Masters €2,082,500 — Хард (зал) — 56S/24D Одиночный турнир — Парный турнир       | Боб Брайан Майк Брайан 6-3, 7-6(4)            | Марцин Матковский Мариуш Фирстенберг |
| 22 октября  | Swiss Indoors Basel Базель, Швейцария ATP International $1,000,000 — Хард (зал) — 32S/16D Турнир 2007                        | Роджер Федерер 6-3, 6-4                       | Яркко Ниеминен                       |
| 22 октября  | Swiss Indoors Basel Базель, Швейцария ATP International $1,000,000 — Хард (зал) — 32S/16D Турнир 2007                        | Боб Брайан Майк Брайан 6-1, 6-1               | Джеймс Блейк Марк Ноулз              |
| 22 октября  | Гран-при Лиона Лион, Франция ATP International $800,000 — Ковёр (зал) — 32S/16D Турнир 2007                                  | Себастьян Грожан 7-6(5), 6-4                  | Марк Жикель                          |
| 22 октября  | Гран-при Лиона Лион, Франция ATP International $800,000 — Ковёр (зал) — 32S/16D Турнир 2007                                  | Себастьян Грожан Жо-Вильфрид Тсонга 6-4, 6-3  | Ловро Зовко Лукаш Кубот              |
| 22 октября  | Открытый чемпионат Санкт-Петербурга Санкт-Петербург, Россия ATP International $1,000,000 — Ковёр (зал) — 32S/16D Турнир 2007 | Энди Маррей 6-2, 6-3                          | Фернандо Вердаско                    |
| 22 октября  | Открытый чемпионат Санкт-Петербурга Санкт-Петербург, Россия ATP International $1,000,000 — Ковёр (зал) — 32S/16D Турнир 2007 | Ненад Зимонич Даниэль Нестор 6-1, 7-6(3)      | Юрген Мельцер Тодд Перри             |
| 28 октября  | BNP Paribas Masters Париж, Франция ATP Masters €2,082,500 — Хард (зал) — 48S/24D Одиночный турнир — Парный турнир            | Давид Налбандян 6-4, 6-0                      | Рафаэль Надаль                       |
| 28 октября  | BNP Paribas Masters Париж, Франция ATP Masters €2,082,500 — Хард (зал) — 48S/24D Одиночный турнир — Парный турнир            | Боб Брайан Майк Брайан 6-3, 7-6(4)            | Ненад Зимонич Даниэль Нестор         |

### Ноябрь
| Дата начала | Турнир | Чемпионы (Счёт финала)             | Финалисты                |
| ----------- | --- | ---------------------------------- | ------------------------ |
| 11 ноября   | Tennis Masters Cup Шанхай, Китай Кубок Мастерс $4,450,000 — Хард (зал) — 8S/8D (Группа) Одиночный турнир — Парный турнир | Роджер Федерер 6-2, 6-3, 6-2       | Давид Феррер             |
| 11 ноября   | Tennis Masters Cup Шанхай, Китай Кубок Мастерс $4,450,000 — Хард (зал) — 8S/8D (Группа) Одиночный турнир — Парный турнир | Даниэль Нестор Марк Ноулз 6-2, 6-3 | Симон Аспелин Юлиан Ноул |
| 26 ноября   | Кубок Дэвиса 2007. Финал Портленд, США — Хард (зал)                                                                      | США 4-1                            | Россия                   |

## Рейтинг ATP

### Одиночный рейтинг
| по данным на 26 ноября 2007 | по данным на 26 ноября 2007 | по данным на 26 ноября 2007 | по данным на 26 ноября 2007 | по данным на 26 ноября 2007 | по данным на 26 ноября 2007 | по данным на 26 ноября 2007 | по данным на 26 ноября 2007 |
| #                           | Теннисист                   | Очки                        | КТ                          | Рейтинг-06                  | Лучший рейтинг              | Худший рейтинг              | Разница                     |
| --------------------------- | --------------------------- | --------------------------- | --------------------------- | --------------------------- | --------------------------- | --------------------------- | --------------------------- |
| 1                           | Роджер Федерер              | 7,180                       | 16                          | 1                           | 1                           | 1                           | ▬                           |
| 2                           | Рафаэль Надаль              | 5,735                       | 19                          | 2                           | 2                           | 2                           | ▬                           |
| 3                           | Новак Джокович              | 4,470                       | 20                          | 16                          | 3                           | 16                          | ▲ 13                        |
| 4                           | Николай Давыденко           | 2,825                       | 26                          | 3                           | 3                           | 5                           | ▼ 1                         |
| 5                           | Давид Феррер                | 2,750                       | 23                          | 14                          | 5                           | 16                          | ▲ 9                         |
| 6                           | Энди Роддик                 | 2,530                       | 20                          | 6                           | 3                           | 7                           | ▬                           |
| 7                           | Фернандо Гонсалес           | 2,005                       | 19                          | 10                          | 5                           | 10                          | ▲ 3                         |
| 8                           | Ришар Гаске                 | 1,930                       | 23                          | 18                          | 7                           | 18                          | ▲ 10                        |
| 9                           | Давид Налбандян             | 1,775                       | 15                          | 8                           | 8                           | 26                          | ▼ 1                         |
| 10                          | Томми Робредо               | 1,765                       | 23                          | 7                           | 5                           | 11                          | ▼ 3                         |
| 11                          | Энди Маррей                 | 1,755                       | 19                          | 17                          | 8                           | 19                          | ▲ 6                         |
| 12                          | Томми Хаас                  | 1,720                       | 20                          | 11                          | 9                           | 13                          | ▼ 1                         |
| 13                          | Джеймс Блэйк                | 1,710                       | 24                          | 4                           | 4                           | 14                          | ▼ 9                         |
| 14                          | Томаш Бердых                | 1,685                       | 21                          | 13                          | 9                           | 15                          | ▼ 1                         |
| 15                          | Гильермо Каньяс             | 1,653                       | 21                          | 142                         | 12                          | 142                         | ▲ 127                       |
| 16                          | Маркос Багдатис             | 1,600                       | 21                          | 12                          | 11                          | 24                          | ▼ 4                         |
| 17                          | Карлос Мойя                 | 1,585                       | 21                          | 43                          | 15                          | 47                          | ▲ 26                        |
| 18                          | Иван Любичич                | 1,580                       | 22                          | 5                           | 5                           | 18                          | ▼ 13                        |
| 19                          | Михаил Южный                | 1,570                       | 23                          | 24                          | 10                          | 25                          | ▲ 5                         |
| 20                          | Хуан Игнасио Чела           | 1,425                       | 33                          | 21                          | 16                          | 40                          | ▲ 13                        |

### Парный рейтинг

#### Игроки
| по данным на 26 ноября 2007 | по данным на 26 ноября 2007 | по данным на 26 ноября 2007 | по данным на 26 ноября 2007 | по данным на 26 ноября 2007 | по данным на 26 ноября 2007 | по данным на 26 ноября 2007 | по данным на 26 ноября 2007 |
| #                           | Теннисист                   | Очки                        | КТ                          | Рейтинг-06                  | Лучший рейтинг              | Худший рейтинг              | Разница                     |
| --------------------------- | --------------------------- | --------------------------- | --------------------------- | --------------------------- | --------------------------- | --------------------------- | --------------------------- |
| 1                           | Боб Брайан                  | 6075                        | 19                          | 1                           | 1                           | 3                           | ▬                           |
| 1                           | Майк Брайан                 | 6075                        | 19                          | 1                           | 1                           | 3                           | ▬                           |
| 3                           | Даниэль Нестор              | 4300                        | 20                          | 5                           | 3                           | 11                          | ▲ 2                         |
| 4                           | Марк Ноулз                  | 3995                        | 18                          | 5                           | 3                           | 11                          | ▲ 1                         |
| 5                           | Ненад Зимонич               | 3690                        | 18                          | 11                          | 5                           | 11                          | ▲ 6                         |
| 6                           | Павел Визнер                | 3610                        | 17                          | 15                          | 6                           | 18                          | ▲ 9                         |
| 7                           | Юлиан Ноул                  | 3600                        | 20                          | 23                          | 7                           | 23                          | ▲ 16                        |
| 8                           | Симон Аспелин               | 3355                        | 22                          | 19                          | 8                           | 24                          | ▲ 11                        |
| 9                           | Лукаш Длоуги                | 3120                        | 16                          | 20                          | 9                           | 20                          | ▲ 11                        |
| 10                          | Кевин Ульетт                | 3070                        | 20                          | 8                           | 8                           | 12                          | ▼ 2                         |
| 10                          | Пол Хенли                   | 3070                        | 20                          | 7                           | 7                           | 11                          | ▼ 3                         |
| 12                          | Мартин Дамм                 | 2870                        | 16                          | 9                           | 5                           | 18                          | ▼ 3                         |
| 12                          | Леандер Паес                | 2870                        | 16                          | 12                          | 6                           | 17                          | ▬                           |
| 14                          | Арно Клеман                 | 2780                        | 20                          | 28                          | 10                          | 30                          | ▲ 14                        |
| 15                          | Йонас Бьоркман              | 2675                        | 15                          | 4                           | 2                           | 15                          | ▼ 11                        |
| 16                          | Максим Мирный               | 2660                        | 14                          | 3                           | 1                           | 17                          | ▼ 13                        |
| 17                          | Микаэль Льодра              | 2626                        | 14                          | 36                          | 14                          | 36                          | ▲ 19                        |
| 18                          | Энди Рам                    | 2495                        | 18                          | 13                          | 13                          | 19                          | ▼ 5                         |
| 18                          | Йонатан Эрлих               | 2495                        | 18                          | 13                          | 13                          | 19                          | ▼ 5                         |
| 20                          | Фабрис Санторо              | 2431                        | 10                          | 10                          | 7                           | 20                          | ▼ 10                        |

## Лидеры тура по призовым
На 19 ноября 2007
| #   | Теннисист         | Призовые    |
| --- | ----------------- | ----------- |
| 1.  | Роджер Федерер    | $10,130,620 |
| 2.  | Рафаэль Надаль    | $5,646,935  |
| 3.  | Новак Джокович    | $3,927,700  |
| 4.  | Николай Давыденко | $2,051,775  |
| 5.  | Давид Феррер      | $1,955,252  |
| 6.  | Энди Роддик       | $1,532,070  |
| 7.  | Фернандо Гонсалес | $1,437,130  |
| 8.  | Ришар Гаске       | $1,284,790  |
| 9.  | Давид Налбандян   | $1,230,465  |
| 10. | Томаш Бердых      | $1,126,070  |